# Classe Fuji
La classe Fuji fut la première classe de cuirassés de type pré-Dreadnought de la marine impériale japonaise. Les deux navires de cette classe ont été construits au Royaume-Uni, l'un sur un chantier naval du bord de la Tamise proche de Londres, et l'autre du fleuve Tyne dans le Nord de l'Angleterre.

## Histoire
Au XIXe siècle, la stratégie de la marine impériale japonaise était basée sur la philosophie navale française de la Jeune École telle que promue par le conseiller militaire et architecte naval Louis-Émile Bertin (1840-1922). Tous les dirigeants de la marine japonaise ont été convaincus de la validité de cette théorie et surtout après l'acquisition de navires de guerre construits en Europe par la flotte chinoise de la dynastie Qing. Comme le Japon n'avait pas la technologie et la capacité de construire ses propres cuirassés, il se tourna vers le Royaume-Uni et a passé une commande en 1893 pour deux navires modernes.

## Conception
La conception de cette classe de deux cuirassés est une version modifiée de la classe Royal Sovereign de la Royal Navy. Cette classe, dessinée par William Henry White (1845-1913) était considérée comme la plus avancée technologiquement et la plus rapide du moment. Sa vitesse a été améliorée et dépassait la classe Royal Sovereign.
Pour son armement principal, elle a été dotée du canon de marine Armstrong Whitworth de 12 pouces (305 mm) de calibre 40 initialement prévu sur la classe Royal Sovereign. Les quatre canons ont été montés en deux tourelles.

Son armement secondaire était composé de 10 canons à tir rapide de 152 mm destinés à lutter contre les attaques des torpilleurs. Il était complété par des canons de 76 mm et de 47 mm en casemates sur le pont supérieur. Il reçut aussi la dernière version de torpilles autopropulsée de l'ingénieur Robert Whitehead en quatre tubes sous la ligne de flottaison et un sur le pont.
Les deux navires étaient lourdement blindés d'une ceinture de 356 à 457 mm de 3 mètres de large en dessous de la ligne de flottaison et les soutes et magasins étaient compartimentés.

## Service
Fuji :

Mis en service le 17 août 1897, le Fuji a servi avec distinction au cours de la guerre russo-japonaise (1904-1905). à la bataille de Port-Arthur du 8 février 1904, à la bataille de la mer Jaune du 10 août 1904 et à la bataille de Tsushima des 27 et 28 mai 1905.

Après la guerre, il a été déclassé comme navire de patrouille côtière, et a aussi été utilisé comme navire-école jusqu'à son désarmement en 1922. Sa carcasse a continué à être utilisé comme casernes et centre de formation jusqu'en 1948.
Yashima :

Le Yashima a été coulé par une mine marine 15 mai 1904 hors de Port-Arthur dans l'un des plus grands désastres navals de la marine japonaise dans la guerre russo-japonaise.

## Les unités de la classe
| Nom          | Quille           | Lancement       | Armement         | Chantier naval                                                | Fin de carrière                 | Photo |
| ------------ | ---------------- | --------------- | ---------------- | ------------------------------------------------------------- | ------------------------------- | ----- |
| Fuji         | 1er août 1894    | 31 mars 1896    | 8 août 1897      | Thames Ironworks and Shipbuilding Company Londres Royaume-Uni | désarmé en 1922 détruit en 1948 |       |
| Yashima (en) | 28 décembre 1894 | 28 février 1896 | 9 septembre 1897 | Armstrong Whitworth Newcastle upon Tyne Royaume-Uni           | coulé le 15 mai 1904            |       |

## Sources
- (en) Cet article est partiellement ou en totalité issu de l’article de Wikipédia en anglais intitulé « Fuji class battleship » (voir la liste des auteurs).